# Citrát-szintáz
A citrát-szintáz enzim (E.C. 2.3.3.1 [korábban 4.1.3.7]) folyamatszabályzó enzim, mivel a Krebs-ciklus (citromsavciklus) első reakcióját katalizálja.
Az enzim a sejtben a mitokondriális mátrixban helyezkedik el, de nem a mitokondriális, hanem a sejtmagi DNS kódolja.
A citoplazmatikus riboszómák szintetizálják, majd a mitokondriális mátrixba transzportálódik.
A citrát-szintázt általánosan használják a sértetlen mitokondrium jelenlétének kvantitatív markereként (mutatójaként).
A citrát-szintázt az acetil-CoA két-szénatomos acetát gyökének és a négy szénatomos oxálacetát kondenzációs reakcióját katalizálja, melynek eredményeként hat-szénatomos citrát képződik.
A citrátkör lefutása után az oxálacetát újraképződik.
acetil-CoA + oxálacetát + H2O → citrát + CoA
Először az oxálacetát kötődik az enzimhez. Ez indukálja az enzim konformációváltozását, és kötőhelyet hoz létre az acetil-CoA számára. Miután kialakult a citroil-CoA, újabb konformációváltozás eredményeként tioészter-hidrolízis megy végbe és felszabadul a CoA. Ez biztosítja, hogy a tioészter-kötés felbomlásának energiája a kondenzációra fordítódik.

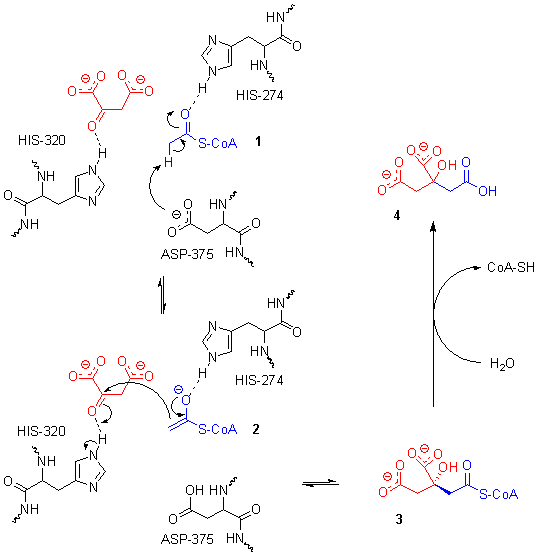
Az oxálacetát (vörös) és az acetil-CoA (kék) kondenzációs reakciójának mechanizmusa

## Gátlás
Az enzimet a magas ATP:ADP, acetil-CoA:CoA, és NADH:NAD arány gátolja, mivel a magas ATP, acetil-CoA, és NADH koncentráció azt mutatja, hogy a sejt energiaellátottsága magas. Gátolja még a szukcinil-CoA és a citrát is, melyek reakció végtermékei.

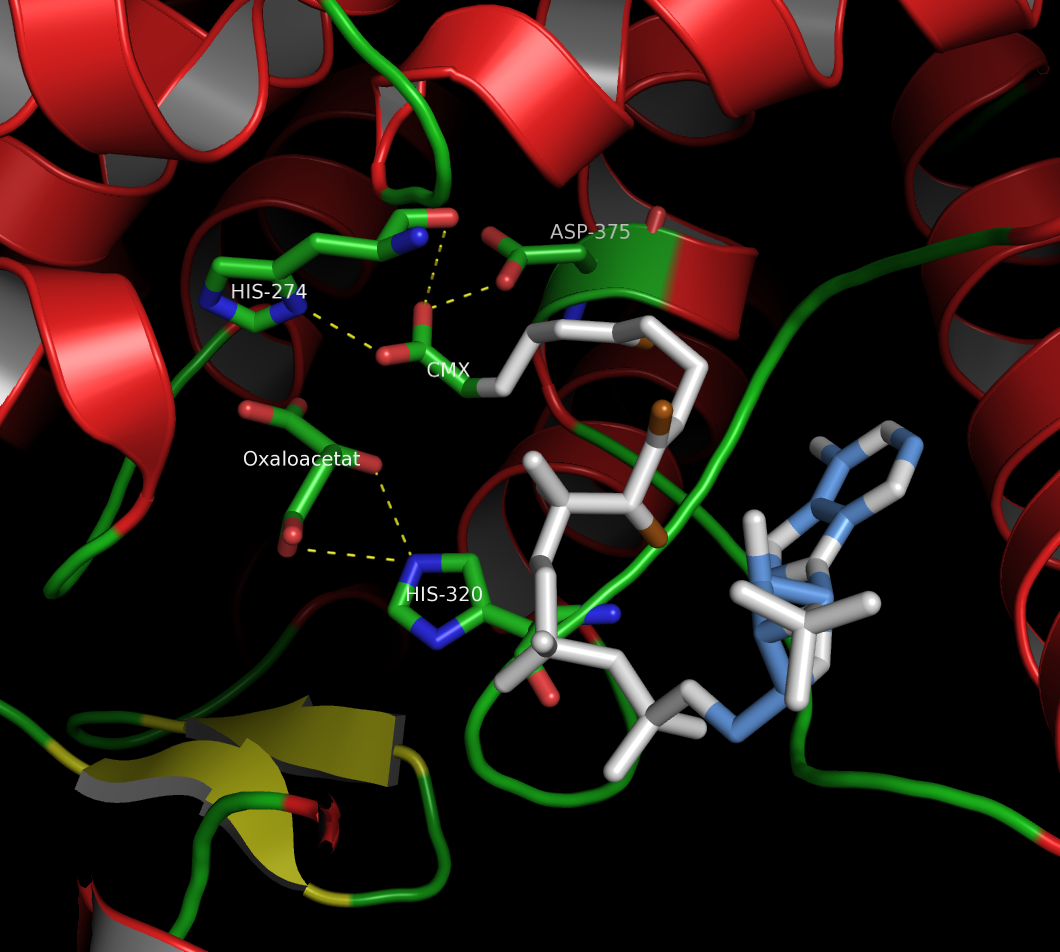
Az enzim katalitikus központja